# Die Pokémon-Concierge
Die Pokémon-Concierge ist eine japanische Stop-Motion-Serie, die Teil der Pokémon-Reihe von der The Pokémon Company ist und am 28. Dezember 2023 auf Netflix erschienen ist.

## Produktion

### Entwicklung
Im Februar 2023 wurde während der Pokémon-Day-Präsentation bekannt gegeben, dass eine Stop-Motion-animierte Fernsehserie für Netflix in Entwicklung ist. Zudem wurde ein kurzer Teaser Trailer, in dem ein Enton zu sehen ist, veröffentlicht. Minyoung Kim, Vizepräsident für die Netflix-Inhalte in Asien, sagte: „Netflix freut sich darauf, die Fans in Japan und auf der ganzen Welt mit ‚Pokémon Concierge‘ zu begeistern, einer völlig neuen visuellen und erzählerischen Erfahrung mit bahnbrechenden Stop-Motion-Animationen, die in der Pokémon-Welt spielen und in enger Zusammenarbeit mit The Pokémon Company entstanden sind“.
The Pokémon Company arbeitete bei der Serie mit dem japanischen Stop-Motion-Studio Dwarf Animation Studios zusammen. Es ist die erste Zusammenarbeit zwischen beiden Firmen. Regie führt Ogawa Iku nach einem Drehbuch von Doki Harumi, Konzeptkunst und Charakterdesign stammen von Uesugi Tadahiro. Die Sängerin Mariya Takeuchi, bekannt für ihre Songs im City Pop, einem in den 1980er Jahren populären japanischen Musikgenre, singt den Titelsong Have a Good Time Here.
Im Juli 2023 wurde bekannt gegeben, dass Rena Nōnen die Stimme der Hauptfigur Haru übernehmen würde, die als Concierge in einem Resort arbeitet, wo sie müde Pokémon und deren Trainer bewirtet und deren Bedürfnisse erfüllt. Zudem wurde auf YouTube ein Making-of zur Serie veröffentlicht.
Im November wurde ein weiterer Trailer veröffentlicht.

### Besetzung
Im Trailer, der im November 2023 veröffentlicht wurde, wurden die japanischen und englischen Sprachbesetzungen vorgestellt.
| Charakter | Japanisch        | Englisch       |
| --------- | ---------------- | -------------- |
| Haru      | Rena Nōnen       | Karen Fukuhara |
| Alisa     | Fairouz Ai       | Imani Hakim    |
| Tyler     | Okuno Eita       | Josh Keaton    |
| Watanabe  | Takemura Yoshiko | Lori Alan      |

### Handlung
Die Pokémon-Concierge handelt von Haru, einer Concierge im Pokémon-Resort. In dem Urlaubsresort checken Pokémon zusammen mit ihren Besitzern ein, um dort zu entspannen und von ihren anstrengenden Kämpfen und Abenteuern auszuruhen. Dabei erlebt Haru einige Abenteuer, versucht herauszufinden, wie man die Gäste zufriedenstellt und entdeckt dabei eine neue Seite an sich. Die Idee erinnert dabei an den Kurzfilm Pikachus Ferien, in dem Pikachu und seine Freunde in einem Resort Urlaub machen.

## Veröffentlichung
Die Pokémon-Concierge hat am 28. Dezember 2023 auf Netflix Premiere gefeiert und besteht aus vier Episoden.